# Diplomys rufodorsalis
Diplomys rufodorsalis är en däggdjursart som först beskrevs av J. A. Allen 1899.  Diplomys rufodorsalis ingår i släktet Diplomys, och familjen lansråttor. Inga underarter finns listade. Enligt Emmons et al. (2005) bör arten listas i ett eget släkte, Santamartamys. Det vetenskapliga namnet för det nya släktet syftar på bergstrakten Sierra Nevada de Santa Marta där arten förekommer och dessutom ingår det grekiska ordet mys (mus). Artepitet är sammansatt av de latinska orden rufo (röd) och dorsalis (ovan).
Ett av exemplaren som hittades under sen 1800-talet hade en absolut kroppslängd (med svans) av 45,7 cm och svansen var 26,7 cm lång. Djuret har cirka 3,5 cm långa bakfötter och ungefär 1,0 cm stora öron. Arten tillhör familjen lansråttor men den saknar borstar och taggar. Pälsen är däremot mjuk och ullig. På ovansidan är underullen gråaktig och täckhåren är rödbruna till röda. Även svansen är täckt av hår. De är rödaktiga vid roten samt bruna vid spetsen.
Avvikande detaljer av kraniet skiljer arten från andra lansråttor.
Enligt en observation är Diplomys rufodorsalis nattaktiv.
Denna gnagare är bara känd från tre individer. De första hittades vid slutet av 1800-talet och användes för artens beskrivning. Den tredje individen iakttogs 2011. Arten förekommer i en bergstrakt i norra Colombia som är täckt av tropisk skog. Utbredningsområdet ligger 700 till 2000 meter över havet. Det är oklart hur bra djuret uthärdar de skogsavverkningar som sker i området. Då arten är så sällsynt listas den av IUCN som akut hotad (CR).